# Sîvir, Izeaslav
Sîvir (în ucraineană Сивір) este un sat în comuna Dertka din raionul Izeaslav, regiunea Hmelnîțkîi, Ucraina.

## Demografie
Componența lingvistică a localității Sîvir
     Ucraineană (100%)
Conform recensământului din 2001, toată populația localității Sîvir era vorbitoare de ucraineană (100%).